# فهرست میراث جهانی در کنیا
میراث جهانی در کنیا تا تاریخ ۲۰۲۴ شامل هشت اثر ثبت شده در کشور کنیا توسط میراث جهانی یونسکو است.
سایت‌های سازمان میراث جهانی آموزشی، علمی و فرهنگی ملل متحد، یونسکو، مکان‌هایی هستند که دارای اهمیت فرهنگی یا طبیعی هستند، همان‌طور که در پیمان‌نامه میراث جهانی یونسکو، که در سال ۱۹۷۲ تأسیس شده، شرح داده شده‌است. کنیا این پیمان‌نامه را در ۵ ژوئن ۱۹۹۱ پذیرفت و از آن هنگام، مکان‌های طبیعی و فرهنگی کنیا واجد شرایط برای گنجانده شدن در فهرست میراث جهانی هستند.
پارک‌های ملی دریاچه تورکانا که یکی از نخستین آثار جهانی کنیاست، در ژوئن ۲۰۱۸ به عنوان یک میراث در معرض خطر فهرست شد و کمیته میراث جهانی نگرانی خود از تأثیرات مخرب سد گیلگل گیبه سوم در اتیوپی، پروژه توسعه شکر کوراز و همچنین ایجاد کریدور حمل و نقل لامو-سودان جنوبی-اتیوپی را ابراز کرد. پارک ملی کوه کنیا دیگر سایت قدیمی میراث یونسکو در کنیاست؛ این پارک در سال ۲۰۱۹ با آتش‌سوزی ویرانگری مواجه شد که مدیرکل یونسکو به خاطر آن ابراز تأسف نمود. در این آتش‌سوزی، نیمی از جنگل‌ها و مراتع پارک سوخت و بیش از یک هفته طول کشید تا حریق خاموش شود.

## سایت‌های میراث جهانی
یونسکو سایت‌ها را با ده معیار فهرست می‌کند. هر ورودی باید حداقل یکی از معیارها را داشته باشد.
| # | نگاره | نام                            | موقعیت (استان)        | سال ثبت | ش ثبتمعیارها     | شرح | منبع          |
| - | ----- | ------------------------------ | --------------------- | ------- | ---------------- | --- | ------------- |
| ۱ |       | پارک‌های ملی دریاچه تورکانا     | استان شرقی            | ۱۹۹۷    | ۸۰۱ bisx, viii   | دریاچه تورکانا بزرگترین دریاچه آب شور افریقاست و محیطی ارزشمند برای مطالعات جانوری و گیاهی به‌شمار می‌رود. از گونه‌های جانوری خاص آن تمساح نیل، اسب آبی و انواع مارها را می‌توان نام برد. این منطقه از سال ۲۰۱۸، در معرض خطر تشخیص داده شد.                                                                                   | [ ۶ ] [ ۷ ]   |
| ۲ |       | پارک ملی کوه کنیا              | استان‌های مرکزی و شرقی | ۱۹۹۷    | ۸۰۰ bisvii, ix   | این پارک با وسعت ۵٬۱۹۹ متر (۱۷٬۰۵۷ فوت) کوه کنیا و دوازده یخچال طبیعی را در خود جای داده‌است. کوه کنیا یک آتشفشان خاموش باستانی و دومین قله بلند آفریقا است. کوهستان نامبرده، با قله‌های ناهموار، تاج یخچالی و دامنه‌های جنگلی از مناظر چشمگیر شرق آفریقا محسوب می‌شود.                                                       | [ ۸ ] [ ۴ ]   |
| ۳ |       | شهر قدیمی لامو                 | استان ساحلی           | ۲۰۰۱    | ۱۰۵۵ii, iv, vi   | لامو یا لامبو کهن‌ترین شهر زیست‌گاه مردم سواحلی است که با سنگ‌های مرجانی و الوار درخت شاه‌پسند ساخته شده‌است. خانه‌های این شهر دارای حیاط داخلی، ایوان و درهای چوبی استادانه است. | [ ۹ ]         |
| ۴ |       | کایا میجیکنده                  | استان ساحلی           | ۲۰۰۸    | ۱۲۳۱iii, v, vi   | این سایت شامل یازده جنگل است که به مساحت ۲۰۰ کیلومتر (۱۲۰ مایل) در امتداد سواحل کنیا گسترده شده‌اند. این بیشه شامل بقایای دهکده‌هایی از قرن شانزدهم میلادی است که توسط میجیکندا ساخته شده‌اند، نگهداری می‌شوند و اکنون مکان‌های مقدسی به‌شمار می‌روند.                                                                           | [ ۱۰ ]        |
| ۵ |       | قلعه ژسوس                      | استان ساحلی           | ۲۰۱۱    | ۱۲۹۵ iv, i       | قلعه ژسوس (به معنی عیسی) یک برج و باروی مرتبط با استعمار پرتغال است که در سال‌های ۱۵۹۳ تا ۱۵۹۶ در جزیره مومباسا بنا شد تا از بندرگاه قدیمی شهر مومباسا محافظت کند. طراحی این بنا عقیدهٔ دوران رنسانس که بدن انسان بهترین صورت خلق شده‌است، را مبنا قرار می‌دهد.                                                               | [ ۱۱ ]        |
| ۶ |       | سامانه دریاچه در دره شکاف بزرگ | استان ریفت ولی        | ۲۰۱۱    | ۱۰۶۰x, viii      | دره شکاف بزرگ که نام انگلیسی آن گریت ریفت ولی (Great Rift Valley) است، شامل سه دریاچه است: دریاچه بوگوریا، دریاچه ناکورو و دریاچه المنتیتا. در پیرامون این منطقه گونه‌های پرنده بسیاری می‌زیند و فسیل‌های مهم یافت شده‌است.                                                                                                   | [ ۱۲ ] [ ۱۳ ] |
| ۷ |       | تیملیچ اوهینگا                 | استان نیانزا          | ۲۰۱۸    | ۱۴۵۰iii, iv, v   | قدمت این سایت به قرن شانزدهم میلادی برمی گردد، سکونتگاهی با دیوارهای سنگی خشک که بزرگترین و بهترین محوطه سنتی حفظ شده در نوع خود است. | [ ۱۴ ]        |
| ۸ |       | شهر قدیمی گدی                  | استان ساحلی           | ۲۰۲۴    | ۱۷۲۰ ii, iii, iv | گدی شهر کوچکی بود که تماماً از سنگ ساخته شده بود و ساکنان آن سواحلی‌های شرق آفریقا بودند. قدمت این شهر تاریخی به قرن پانزدهم میلادی بازمی‌گردد و با حفظ دقیق، بسیاری از پایه‌های اصلی شهر هنوز هم امروزه قابل مشاهده هستند. کاوش‌های زیادی در این شهر شده و مسجد بزرگ شهر و کاخ‌ها و قبرهای ستونی از دل خاک بیرون کشیده شده‌اند. | [ ۱۵ ] [ ۱۶ ] |

## فهرست آزمایشی
علاوه بر مکان‌هایی که در فهرست میراث جهانی ثبت شده‌اند، کشورهای عضو می‌توانند فهرستی از مکان‌های آزمایشی را که ممکن است برای نامزدی در نظر گرفته شوند، ارائه کنند. نامزدهای فهرست میراث جهانی تنها در صورتی پذیرفته می‌شوند که سایت قبلاً در فهرست آزمایشی ثبت شده باشد. تا تاریخ ۲۰۲۲ کنیا هفده اثر را در فهرست آزمایشی خود دارد.
| #  | نگاره | نام                                                                    | موقعیت (استان)        | سال ثبت | شماره ثبت | معیار  | شرح | منبع          |
| -- | ----- | ---------------------------------------------------------------------- | --------------------- | ------- | --------- | ------ | --- | ------------- |
| ۱  |       | شهر قدیمی مومباسا                                                      | استان ساحلی           | ۱۹۹۷    | ۸۸۳       | فرهنگی | شهر قدیمی مومباسا دارای گروه‌ها بسیار متنوع قومی از مردم محلی، عرب‌ها، آسیایی‌ها، پرتغالی‌ها و انگلیسی هاست که صدها سال هم‌زیستی دارند. این شهر مجموعه ای از بناهای تاریخی متعلق به قرن هجدهم دارد که تحت تأثیر فرهنگ‌های آفریقایی، عربی و اروپایی است. بسیاری از این ساختمان‌ها هنوز وجود دارند. | [ ۱۸ ]        |
| ۲  |       | پارک ملی دریاچه ناکورو                                                 | استان ریفت ولی        | ۱۹۹۹    | ۱۳۴۴      | طبیعی  | پارک ملی ناکورو در حال حاضر پناهگاه تقریباً ۴۵ کرگدن سیاه و ۳۱ کرگدن سفید، بیش از ۳۰۰ گونه پرنده، اسب آبی و سمور است. این پناهگاه حیات وحش در نزدیکی نایروبی قرار دارد و با برخی معضلات انسانی روبروست. | [ ۱۹ ]        |
| ۳  |       | دریاچه نایواشا                                                         | استان ریفت ولی        | ۱۹۹۹    | ۱۳۴۵      | طبیعی  | این دریاچه یک دریاچه آب شیرین با حوضه آبریز ۲۳۷۸ کیلومتر مربع است. این دریاچه زیستگاه‌های متنوعی را برای انواع پستانداران، پرندگان و ماهی‌ها (تیلاپیا، باس سیاه و کری) فراهم می‌کند. ماهیگیری در آن برای اهداف خانگی و تجاری انجام می‌شود. شیلات تجاری آن سالانه ۷۵ تن به ارزش ۲٫۵ میلیون کش درآمد ایجاد می‌کند. | [ ۲۰ ]        |
| ۴  |       | ذخیره‌گاه ملی دریاچه بوگوریا                                            | استان ریفت ولی        | ۱۹۹۹    | ۱۳۴۶      | طبیعی  | ذخیره‌گاه ملی دریاچه بوگوریا ۱۰۷ کیلومتر مربع را در یک حوضه آبریز پوشش می‌دهد که مناطق خشک و نیمه‌خشک شمال کنیا را تشکیل می‌دهد. اگرچه این منطقه محافظت‌شده‌است، اما در برابر لجن‌زدایی و آلودگی آسیب‌پذیر است. این رودخانه تنها یک رودخانه اصلی دارد که آن را تغذیه می‌کند. تعداد زیادی فلامینگو در این ناحیه زیست دارند و در برخی موارد تا ۲ میلیون فلامینگو را می‌توان در آن یافت. | [ ۲۱ ]        |
| ۵  |       | مجموعهٔ جزایر مفانگانو و روسینگا                                        | استان ساحلی           | ۲۰۱۰    | ۵۵۰۲      | فرهنگی | این دو جزیره در دریاچه ویکتوریا واقع شده‌است. این منطقه از آب و هوای نیمه خشک تا نیمه مرطوب طبقه‌بندی می‌شود و دارای الگوی بارندگی دوگانه است. پوشش گیاهی متغیر است، اما ترکیبی از درختان جنگلی انبوه و درختچه‌ها در پایین شیب غالب است، در حالی که بالای تپه تکه‌هایی از جنگل و علفزار وجود دارد. ساکنان آن قوم آباسوبا هستند؛ یک قبیله فرعی از بانتوهای آفریقای شرقی. جزیره مفانگانو به خاطر سایت‌های هنری صخره‌ای باستانی و مکان‌های مقدسی که دارد، معروف است. در جزیره روسینگا نیز جمجمه انسان اولیه کشف شده‌است. | [ ۲۲ ]        |
| ۶  |       | سامانهٔ آبیاری شیارهای سینه‌کوه در ماراکوت                               | استان ریفت ولی        | ۲۰۱۰    | ۵۵۰۳      | فرهنگی | در منطقه ماراکوِت آبیاری مزارع در مسیری بیش از ۴۰ کیلومتری، به کمک شیارهایی که از دو رودخانه بالادستی منتفع می‌شوند، انجام می‌شود. فن ساخت شیار پیچیده‌است. استفاده از تنه، چوب و سنگ روی هم و با تکیه ساروج و برگ است. به دلیل کمبود آب، ساکنان این منطقه در طول سال‌ها سیستم‌های کاربری زمین را بر اساس درک و دانش خود از پایگاه شکننده اکولوژیکی توسعه داده‌اند. | [ ۲۳ ]        |
| ۷  |       | سایت پیشاتاریخی اولورگسایلی                                            | استان ریفت ولی        | ۲۰۱۰    | ۵۵۰۵      | فرهنگی | منطقه اولورگسایلی در حوضه دریاچه‌ای است که در اواخر دوره پلیستوسن میانه، احتمالاً بین ۲۰۰۰۰۰ تا ۱۰۰۰۰۰ سال پیش، وجود داشته‌است. اولورگسایلی در دهه ۱۹۴۰ کشف شد و در دهه ۱۹۶۰ حفاری شد. این سایت شواهد مهمی از عادات و فعالیت‌های مردمان اولیه ماقبل تاریخ فرهنگ انسان‌های تبردار دارد. این سایت احتمالاً بالاترین غلظت تبرهای دستی را در مقایسه با هر مکان دیگری در جهان دارد. اولورگسایلی شواهد بیولوژیکی و فرهنگی در مورد فرگشت انسان را به خوبی حفظ کرده‌است. ابزارهای انسانی برجسته‌ترین فسیل‌های موجود در این منطقه هستند و انباشته شدن ابزار نشان‌دهنده مکان‌های یکجانشینی واقعی انسان‌های اولیه است. شواهدی از فعالیت‌های انسانی به‌طور پیوسته بین ۱٫۲ میلیون سال تا ۴۰۰۰۰۰ سال قبل از امروز را نشان می‌دهد. | [ ۲۴ ]        |
| ۸  |       | کوهستان ابردیر                                                         | استان مرکزی           | ۲۰۱۰    | ۵۵۰۶      | طبیعی  | اَبِردِیر یک رشته آتشفشانی منزوی است. طول این کوهستان از شمال به جنوب حدود ۱۰۰ کیلومتر است (انتهای شمالی تقریباً به خط استوا می‌رسد). دو قله اصلی وجود دارد، اُل دُنیو لساتیما (۳۹۹۹ متر) در شمال و کینانگُپ (۳٬۹۰۶ متر) در جنوب. دره‌های عمیق دامنه‌های جنگلی شرقی و غربی در پیرامون این کوهستان قرار دارند و نهرها و آبشارهای زلال زیادی در آن وجود دارد. این پارک به خاطر آبشارهای پرآبی که از ارتفاعات پوشیده از ابر تا دره‌های عمیق پاشیده می‌شوند، مشهور است. | [ ۲۵ ]        |
| ۹  |       | جنگل‌های ساحلی قوس شرقی (جنگل آرابوکو-سوکوکه و ذخیره‌گاه ملی شیمبا هیلز) | استان ساحلی           | ۲۰۱۰    | ۵۵۰۷      | طبیعی  | دو سایت ذخیره‌گاه جنگلی آرابوکو-سوکوکه و پارک ملی و ذخیره‌گاه ملی شیمبا هیلز، در مجموع بزرگترین جنگل‌های ساحلی در شرق آفریقا را در خود جای داده‌اند، هر دو مکان برای حفاظت از پرندگان مهم هستند و به عنوان یکی از بیست و پنج نقطه برتر تنوع زیستی در جهان برگزیده شده‌اند. ۲۳۰ گونه پرنده، شش گونه پروانهٔ محلی و سه پستاندار نایاب و بومی بخشی از حیات وحش به خصوص این سایت است. | [ ۲۶ ]        |
| ۱۰ |       | جنگل کاکامگا                                                           | استان غربی            | ۲۰۲۳    | ۶۶۸۰      | طبیعی  | جنگل کاکامِگا یک جنگل بارانی استوایی با ارتفاع متوسط است که شرقی‌ترین نقطه از جنگل‌های حوضه کنگو است. شباهت‌های آن با جغرافیای غرب آفریقا، در کنیا منحصر به فرد است و این جنگل دارای گونه‌های بسیاری است که در هیچ‌کجای کشور یافت نمی‌شوند. جنگل کاکامگا در حوضه آبریز دریاچه ویکتوریا، در حدود ۴۰ کیلومتری شمال کیسومو قرار دارد. | [ ۲۷ ] [ ۲۸ ] |
| ۱۱ |       | منطقه حفاظت شدهٔ مرو                                                    | استان شرقی            | ۲۰۱۰    | ۵۵۰۹      | طبیعی  | منطقه حفاظت شده مِرو در مرکز منطقه‌ای بومی سومالی-ماسایی قرار دارد، منطقه‌ای به وسعت ۱٫۸۷ میلیون کیلومتر مربع، از شمال شرقی سومالی تا شمال شرقی تانزانیا و بخش زیادی از شمال شرقی کنیا، جنوب شرقی را شامل می‌شود. این دومین منطقه حفاظت‌شده بزرگ پس از شرق ساوو و ساوو غرب است و شاید یکی از بزرگترین مناطق بیابانی واقعی در کنیا و جهان باشد. این مجموعه یکی از قدیمی‌ترین پارک‌های ملی کنیا است. | [ ۲۹ ]        |
| ۱۲ |       | پارک ملی هیلز گیت                                                      | استان ریفت ولی        | ۲۰۱۰    | ۵۵۱۱      | طبیعی  | پارک ملی هیلز گیت (به معنی دروازه جهنم) جایی است مابین دریاچه نایواشا و آتشفشان‌های لونگونوت و سوسوا قرار دارد. این پارک توسط خاکستر فوران لونگونوت که ۱۰۰ سال پیش فوران کرده، پوشیده شده‌است، این پارک به دلیل ایستگاه زمین گرمایی و مناظر دیدنی (صخره‌ها، دره‌های آتشفشان، بخار زمین گرمایی) مشهور است. | [ ۳۰ ]        |
| ۱۳ |       | ماسایی مارا                                                            | استان ریفت ولی        | ۲۰۱۰    | ۵۵۱۲      | ترکیبی | ذخیره گاه ملی ماسایی مارا همجوار پارک ملی سرنگتی است که در امتداد مرز کنیا و تانزانیا امتداد دارد و بخشی از همان اکوسیستم محسوب می‌شود. ماسایی مارا پربازدیدترین منطقه حفاظت‌شده کنیا است که به‌خاطر تراکم بالای علف‌خواران و شکارچیان و مهاجرت‌های سالانه وحوش، در جهان مشهور است. زیستگاه‌ها در ماسایی مارا متنوع هستند، از جمله علفزارهای باز، جنگل‌های رودخانه ای، جنگل‌های اقاقیا، باتلاق‌ها، بیشه‌های غیر برگ‌ریز، دره‌های پر از تخته سنگ، بوته‌های اقاقیا، کروتون و تارکونانتوس. رودخانه‌های دائمی مارا و تالک و شاخه‌های آن‌ها که از ذخیره‌گاه می‌گذرند. | [ ۳۱ ]        |
| ۱۴ |       | سامانه دریاچه در دره شکاف بزرگ                                         | استان ریفت ولی        | ۲۰۱۰    | ۵۵۱۳      | طبیعی  | دره شکاف بزرگ شامل سه دریاچه است: دریاچه بوگوریا، دریاچه ناکورو و دریاچه المنتیتا. در پیرامون این منطقه گونه‌های پرنده بسیاری می‌زیند و فسیل‌های مهم یافت شده‌است. | [ ۳۲ ]        |
| ۱۵ |       | مجموعهٔ جنگل‌ها و دلتای تانا                                             | استان ساحلی           | ۲۰۱۰    | ۵۵۱۴      | طبیعی  | پیرامون رود تانا، دلتا و جنگل‌های تانا، شامل جنگل‌های بونی، دوندوری، لونگی، جنگل تانا سفلی، جنگل لانگو و سامبا ویتو قرار دارند، که اکوسیستم منحصربه‌فردی را ارائه می‌کند که حد شمالی کوه‌های قوسی شرقی و کانون تنوع زیستی جنگل‌های ساحلی است. | [ ۳۳ ]        |
| ۱۶ |       | مجموعهٔ چیولو هیلز و پارک‌های ساوو                                       | استان‌های ساحلی و شرقی | ۲۰۱۰    | ۵۵۱۵      | طبیعی  | این پارک ملی وسیع ساوانا در زمینی پست و نیمه خشک در لبه شرقی فلات داخلی، شمال جاده اصلی مومباسا-نایروبی و راه‌آهن قرار دارد. پارک ملی ساوو در ابتدا در سال ۱۹۴۸ تأسیس شد، اما در سال ۱۹۴۹ برای اهداف اداری به دو قسمت پارک ملی ساوو شرقی و پارک ملی ساوو غرب تجزیه شد. این پارک‌های ملی از بزرگ‌ترین مناطق جنگلی شرق آفریقاست و حیات وحش متنوع و مهمی داراست. | [ ۳۴ ]        |